# Feilitzsch Artúr
Báró Feilitzsch Artúr Károly (Törökkanizsa, 1859. február 18. – Nagyernye, 1925. június 15.) erdész, földművelésügyi miniszter.

## Életpályája
A középiskoláit Temesváron, Szegeden és Selmecbányán járta ki. Selmecbányán végezte el erdészeti tanulmányait. A máramarosszigeti (1879), a budapesti és a kolozsvári erdőigazgatóságnál teljesített szolgálatot. 1883-ban a Földművelésügyi Minisztériumba osztották be. 1884-ben alerdőfelügyelő volt Budapesten. 1890-ben erdőfelügyelő lett Kolozsváron. 1893-ban erdőigazgatóvá választották Kolozsváron. 1894-ben a kolozsvári pénzintézetek által megalakított nagy favállalati Rt. vezetője lett. 1898-tól az Erdélyi Kárpát-Egyesület (EKE) alelnöke, 1906-ig elnöke volt. 1899–1905 között Kolozsvár szabadelvű párti országgyűlési képviselője volt; Tisza István híve. 1903-ban a képviselőház alelnökévé választották. 1905. október 18-tól 1906. április 8-ig a Fejérváry-kormány földművelésügyi minisztere volt. A kormány bukása után visszavonult a politikai élettől.

## Családja
Szülei Feilitzsch Fedor Lázár (1823–1883) és Lukáts Friderika Henriette (1837–1911) voltak. Három testvére volt: Feilitzsch Fedor Frigyes (1857–1901), Feilitzsch Berthold Emil (1867–1949) főispán és Feilitzsch Alfréd Lajos (1863–1936). 1885. szeptember 18-án, Budapesten, házasságot kötött Benkő Gizellával (1862–1924). Két gyermekük született: Feilitzsch Rudolf Lajos (1886–1959) és Feilitzsch Mária Olga (1890–1970).